# Морская Полиция: Лос-Анджелес (Сезон 6)
Шестой сезон американского телесериала «Морская полиция: Лос-Анджелес», премьера которого состоялась на телеканале CBS 22 сентября 2009 года.
Сериал является спин-оффом сериала «Морская полиция: Спецотдел».
Действие сериала разворачивается в Лос-Анджелесе, штат Калифорния.
13 марта 2014 года телеканал CBS объявил, что сериал Морская полиция: Лос-Анджелес продлён на шестой сезон.
Премьера сезона состоялась 29 сентября 2014 года.

## В ролях

### Основной состав
- Крис О’Доннелл в роли Специального агента Джи Каллена.[8] Друзья называют его «Джи», потому что он не знает своего имени, только первую букву «G» (Джи). Напарник Сэма.
- Даниэла Руа в роли Специального агента Кенси Блай; судебный следователь и эксперт по огнестрельному оружию. Она бегло говорит на португальском и испанском языках, может читать по губам и знает Азбуку Морзе. Напарник Дикса.
- LL Cool J в роли Специального агента Сэма Ханны, бывший морской котик;[8] напарник Джи.
- Эрик Кристиан Олсен в роли детектива Марти Дикса; офицера по связям с полицией Лос-Анджелеса.[9] Напарник Кенси.
- Линда Хант в роли специального агента Генриетты Лэнг;[8] руководитель специальных операций Морской полиции Лос-Анджелеса.
- Мигель Феррер в роли специального агента Оуэна Гренджера; помощник директора Морской полиции.
- Барретт Фоа в роли Эрика Била; технический оператор, который обеспечивает связь между агентами и штабом.[10] Напарник Нелл.
- Рене Фелис Смит в роли Нелл Джонс; протеже Хетти и аналитик отдела специальных проектов. Напарник Эрика.

### Второстепенный состав
- Эллис Онжаню в роли специального агента ЦРУ Мишель Ханна; жена Сэма и бывший глубоко законспирированный агент под прикрытием (11 серия)
- Вито Руджинис в роли Аркадия Колчека; бывший офицер КГБ и друг Каллена, Сэма и Хетти (2, 21, 23-24 серии)
- Мерседес Масон в роли специального агента Талии Дель Кампо; агент из управления по борьбе с наркотиками, временный напарник Дикса (1 серия)
- Элизабет Богуш в роли Джоэль Тейлор; друг Сэма Ханны, девушка Джи (11, 21 серии)
- Алисия Кополла в роли Лизы Рэнд; старший агент ФБР (20 серия)

### Приглашённые актёры
- Питер Кэмбор в роли специального агента Нейта Гетца; практикующий психолог (4 серия)
- Роки Кэрролл в роли Леона Венса; директор Морской полиции (3 серия)
- Джули Чен в роли Нэнси Келли; посол США (13 серия)
- Эрни Рейс мл. в роли Джемадара Тапа (16 серия)

## Эпизоды
| № | #  | Название                                               | Режиссёр            | Сценарист                          | Дата показа в США | Код серии | Зрители США (миллионы) |
| --- | -- | ------------------------------------------------------ | ------------------- | ---------------------------------- | ----------------- | --------- | ---------------------- |
| 121 | 1  | «Deep Trouble, Pt. II» «В большой опасности, Часть II» | Деннис Смит         | Р. Скотт Гэммилл                   | 29 сентября 2014  | 601       | 9,48                   |
| Каллен и Сэм все еще в ловушке на борту подводной лодки, в то время как террористы планируют атаковать ею авианосец в Сан Диего. Джи и Сэм решают пожертвовать своими жизнями, чтобы отвести угрозу. Генриетта идет наперекор приказам и отменяет свою поездку в Вашингтон. Остальные члены команды пытаются найти подводную лодку и предотвратить атаку. Между тем отношения Кенси и агента АБН Талии Дель Кампо, которая положила глаз на Дикса, накаляются до предела. Мерседес Масон в роли Талии Дель Кампо Кемерон Дейдду в роли Чарльза Андерсона                                                                          |    |                                                        |                     |                                    |                   |           |                        |
| 122 | 2  | «Inelegant Heart» «Безвкусное сердце»                  | Джон Питер Коусакис | Р. Скотт Гэммилл                   | 6 октября 2014    | 602       | 8,74                   |
| Команда расследует убийство программиста, который сотрудничал с ВМС по вопросам кибербезопасности . Между тем Хетти находится под следствием, и пока она на слушании в Вашингтоне, Министерство юстиции проводит полную судебно-бухгалтерскую экспертизу в офисе Морпола и допрос всех работников. |    |                                                        |                     |                                    |                   |           |                        |
| 123 | 3  | «Praesidium» «Президиум»                               | Деннис Смит         | Эрин Броадхарст & Р. Скотт Гэммилл | 13 октября 2014   | 603       | 9,24                   |
| На один из домов Хетти совершено нападение, вследствие чего убит её телохранитель. Так как расследование Министерства юстиции продолжается, команда всеми способами пытается избегать присланных из Вашингтона следователей. В конечном счете директор Морпола Леон Венс открывает Хетти правду - расследование было уловкой, чтобы Хетти уехала из Лос-Анджелеса, тем самым защитив её от утечки внутри агентства и спасти её жизнь. Расследование приводит к старому врагу - Маттиасу (2 сезон, серия «Прощение»). Эпизод заканчивается тем, что Каллен обещает выследить Маттиаса и убить его. Роки Кэрролл в роли Леона Венса |    |                                                        |                     |                                    |                   |           |                        |
| 124 | 4  | «The 3rd Choir» «Третий хор»                           | Диана С. Валентайн  | Дана Скэнлон & Р. Скотт Гэммилл    | 20 октября 2014   | 604       | 8,78                   |
| Команде грозит опасность, так как крот все еще внутри агентства. Нэйт возвращается, чтобы помочь Нелл с последствиями её первого убийства. Хетти сбегает со слушания, чтобы вернуться в Лос-Анджелес и защитить своих людей, а Джи собирает все свои деньги, чтобы оплатить любую информацию о местонахождении Маттиаса. Тем временем Маттиас, узнав, где находится офис Морпола, пробирается туда, чтобы убить Хетти. Питер Кэмбор в роли Нэйта Гетца |    |                                                        |                     |                                    |                   |           |                        |
| 125 | 5  | «Black Budget» «Секретный бюджет»                      | Деннис Смит         | Фрэнк Милитари                     | 27 октября 2014   | 605       | 8,68                   |
| Совершено нападение на западное отделение Министерства обороны по финансовым операциям. Единственный выживший работник сбежал. Сэм и Каллен отправляются в Мексику, чтобы найти его. Там им приходится действовать без поддержки, значков и даже своего оружия. |    |                                                        |                     |                                    |                   |           |                        |
| 126 | 6  | «SEAL Hunter» «Охотник на Морских котиков»             | Крис О’Доннелл      | Сара Серви & Фрэнк Милитари        | 3 ноября 2014     | 606       | 9,20                   |
| Сэм арестован за убийство, и команда пытается доказать его невиновность. В расследовании им помогает бывший Морской котик, а теперь охотник на тех, кто незаконно присваивает себе статус Морского котика. Мередит Монро в роли Хейди |    |                                                        |                     |                                    |                   |           |                        |
| 127 | 7  | «Leipei» «Лейпей»                                      | Дэвид Родригез      | Кайл Харимото                      | 10 ноября 2014    | 607       | 8,22                   |
| Когда в Лос-Анджелесе, используя дрон, убивают греческого террориста, команду просят найти ответственных за это. Расследование приводит их к группе анархистов, которые наняли погибшего построить ракету-дрон, а затем убили его, используя прототип. |    |                                                        |                     |                                    |                   |           |                        |
| 128 | 8  | «The Grey Man» «Серый человек»                         | Джеймс Хэнлон       | Эндрю Бартелс                      | 17 ноября 2014    | 608       | 8,82                   |
| Убит бывший агент ЦРУ, который притворялся бездомным. Расследование приводит команду к наркобарону, которого вскоре должны экстрадировать в США. |    |                                                        |                     |                                    |                   |           |                        |
| 129 | 9  | «Traitor» «Предатель»                                  | Эрик А. Пот         | Майкл Удески & Р. Скотт Гэммилл    | 24 ноября 2014    | 609       | 8,82                   |
| Гренджер попадает в аварию и оказывается в больнице. Становится известно, что перед этим его отравили, причем, на рабочем месте. Команда должна найти в своем агентстве крота, который уже давно повинен в утечке информации. |    |                                                        |                     |                                    |                   |           |                        |
| 130 | 10 | «Reign Fall» «Царственное падение»                     | Кристиан Мур        | Джозеф С. Уилсон                   | 8 декабря 2014    | 610       | 8,73                   |
| Взрывом убило папарацци, который находился возле дома офицера ЦРУ. Команда узнает, что эта атака - одна из многих, и цели в ней - родители, у которых дети учатся в военной школе. Это дело заставляет Сэма задуматься о своем собственном отце. |    |                                                        |                     |                                    |                   |           |                        |
| 131 | 11 | «Humbug» «Вздор»                                       | Тони Уормби         | Кайл Харимото & Эндрю Бартелс      | 15 декабря 2014   | 611       | 9,54                   |
| Преступники, ограбив охранную фирму, убегают от полиции и берут в заложники девушку Каллена Джоэль Тейлор. В ходе расследования она узнает, чем на самом деле занимается Джи. Между тем команда обсуждает свои рождественские планы. А Кенси делает первый шаг. Эллис Онжаню в роли Мишель Ханна Элизабет Богуш в роли Джоэль Тейлор |    |                                                        |                     |                                    |                   |           |                        |
| 132 | 12 | «Spiral» «Спираль»                                     | Ларри Тенг          | Дейв Калстейн                      | 5 января 2015     | 612       | 11,90                  |
| Террористы берут заложников в офисном здании. Там же находится Каллен, который был под прикрытием в виде разносчика почты Джимми и искал доказательства против оружейного дилера. Остальные члены команды пытаются его освободить и узнают, что все здание заминировано. |    |                                                        |                     |                                    |                   |           |                        |
| 133 | 13 | «In the Line of Duty» «На службе»                      | Карен Гавиола       | Тим Клементе                       | 19 января 2015    | 613       | 9,45                   |
| Совершена атака на консульство США в Тунисе. Каллен и Сэм отправляются на место преступления, чтобы расследовать смерть двух офицеров, один из которых был близким другом Сэма. Вскоре они узнают, что целью нападавших была совсем не посол, как они считали вначале. Джули Чен в роли Нэнси Келли Дон Франклин в роли капитана Алана Бэка |    |                                                        |                     |                                    |                   |           |                        |
| 134 | 14 | «Black Wind» «Черный ветер»                            | Деннис Смит         | Джо Сатч                           | 2 февраля 2015    | 614       | 9,78                   |
| Когда у жертвы автокатастрофы обнаружили сибирскую язву, Каллен и Сэм отправляются в Мексику, чтобы отыскать её источник. А Кенси и Дикс находят секретный туннель между двумя странами. Между тем Дикс обеспокоен большим потреблением воды в офисе. |    |                                                        |                     |                                    |                   |           |                        |
| 135 | 15 | «Forest for the Trees» «Лес за деревьями»              | Диана С. Валентайн  | Гил Грант                          | 9 февраля 2015    | 615       | 10,35                  |
| С Калленом и Сэмом связывается информатор, который сообщает о похищении аналитика АНБ. Когда напарники приезжают на место встречи, их похищают. Кенси и Дикс пытаются их найти и понимают, что похищение связано с предстоящей встречей Гренджера с информатором из ИГИЛ. |    |                                                        |                     |                                    |                   |           |                        |
| 136 | 16 | «Expiration Date» «Срок годности»                      | Терренс Найтингейл  | Дейв Калстейн                      | 23 февраля 2015   | 616       | 9,83                   |
| Во время миссии по доставке индийского перебежчика, Сэма подстрелил снайпер. Команде в расследовании этого дела помогает их старый знакомый – гурк Джемадар Тапа (5 сезон серия «Замерзшее озеро»). Между тем у Кенси и Дикса назревает их первая ссора. |    |                                                        |                     |                                    |                   |           |                        |
| 137 | 17 | «Savoir Faire» «Ноу-хау»                               | Эрик Ланейвилл      | Джордана Льюис Джаффе              | 9 марта 2015      | 617       | 10,72                  |
| Убит афганский солдат, проходивший тренировку в США. Команда должна найти и спасти еще двух солдат, на которых открыли охоту ради информации, которой они владеют об афганской армии. |    |                                                        |                     |                                    |                   |           |                        |
| 138 | 18 | «Fighting Shadows» «Борьба теней»                      | Тони Уормби         | Эндрю Бартелс                      | 23 марта 2015     | 618       | 9,39                   |
| После удачной операции три агента ФБР были убиты во время неожиданного взрыва, и команду ОСП привлекают к расследованию. Они узнают, что агенты были убиты скрытой бомбой и эта атака не единственная. Теперь их цель узнать, где спрятана еще одна бомба. Между тем Хетти меняет агентов парами – теперь Кенси с Сэмом и Каллен с Диксом. Как оказалась, причина для этого серьезная – на Дикса открыли дело в отделе внутренних расследований полиции Лос-Анджелеса. |    |                                                        |                     |                                    |                   |           |                        |
| 139 | 19 | «Blaze of Glory» «Блеск славы»                         | Теренс О'Хара       | Джо Сачс                           | 30 марта 2015     | 619       | 9,17                   |
| Во время тестированного полета ракета ВМС отклоняется от курса и взрывает яхту. Расследование приводит команду к хакерской организации, внутри которой назрел конфликт. Между тем команде приходит на помощь юная хакерша, которая после выпуска из университета будет работать в Морполе в отделе киберпреступности. Эрик восхищается ею, чем заставляет Нелл ревновать. |    |                                                        |                     |                                    |                   |           |                        |
| 140 | 20 | «Rage» «Ярость»                                        | Фрэнк Милитари      | Фрэнк Милитари                     | 13 апреля 2015    | 620       | 9,36                   |
| Каллен возвращается под прикрытие в тюрьму (эпизод «Безвкусное сердце»), чтобы втереться в доверие к группе арийцев, которых подозревают в краже ядерных материалов. ОСП организовывает им побег из тюрьмы и отправляет к ним Кенси, в качестве девушки Джи. А банда между тем планирует ограбить банк и убить всех заложников. Алисия Кополла в роли Лизы Рэнд |    |                                                        |                     |                                    |                   |           |                        |
| 141 | 21 | «Beacon» «Маяк»                                        | Диана С. Валентайн  | Джордана Льюис Джаффе              | 20 апреля 2015    | 621       | 8,83                   |
| На Аркадия Колчека, друга Каллена, совершено нападение. Он остался жив и просит помощи у ОСП. В ходе расследования команда узнает, что кое-кто нарушил правила санкций против России. Вито Руджинис в роли Аркадия Колчека |    |                                                        |                     |                                    |                   |           |                        |
| 142 | 22 | «Field of Fire» «Поле огня»                            | Роберт Флорио       | Гил Грант                          | 27 апреля 2015    | 622       | 7,82                   |
| Команда разыскивает бывшего морпеха и снайпера экстра-класса, который сбежал из госпиталя для ветеранов. Они узнают, что он связан с лидером экстремистской группы. Между тем, это дело напоминает Кенси о её снайперском прошлом. |    |                                                        |                     |                                    |                   |           |                        |
| 143 | 23 | «Kolcheck, A.» «Колчек А.»                             | Джеймс Хэнлон       | Джозеф С. Уилсон                   | 11 мая 2015       | 623       | 8,21                   |
| Найден мертвым член команды пропавшего танкера (серия «Маяк»). Команда обнаруживает персональную связь корабля с Аркадием Колчеком. Вито Руджинис в роли Аркадия Колчека |    |                                                        |                     |                                    |                   |           |                        |
| 144 | 24 | «Chernoff, K.» «Чернов, К.»                            | Джон Питр Коусакис  | Кайл Харимото                      | 18 мая 2015       | 624       | 9,33                   |
| Дело о расследовании пропавшего танкера приводит Каллена, Сэма, Дикса и Кенси в Москву. Каллен узнает новую информацию о своем отце. Вито Руджинис в роли Аркадия Колчека |    |                                                        |                     |                                    |                   |           |                        |